# Korunovace švédských panovníků

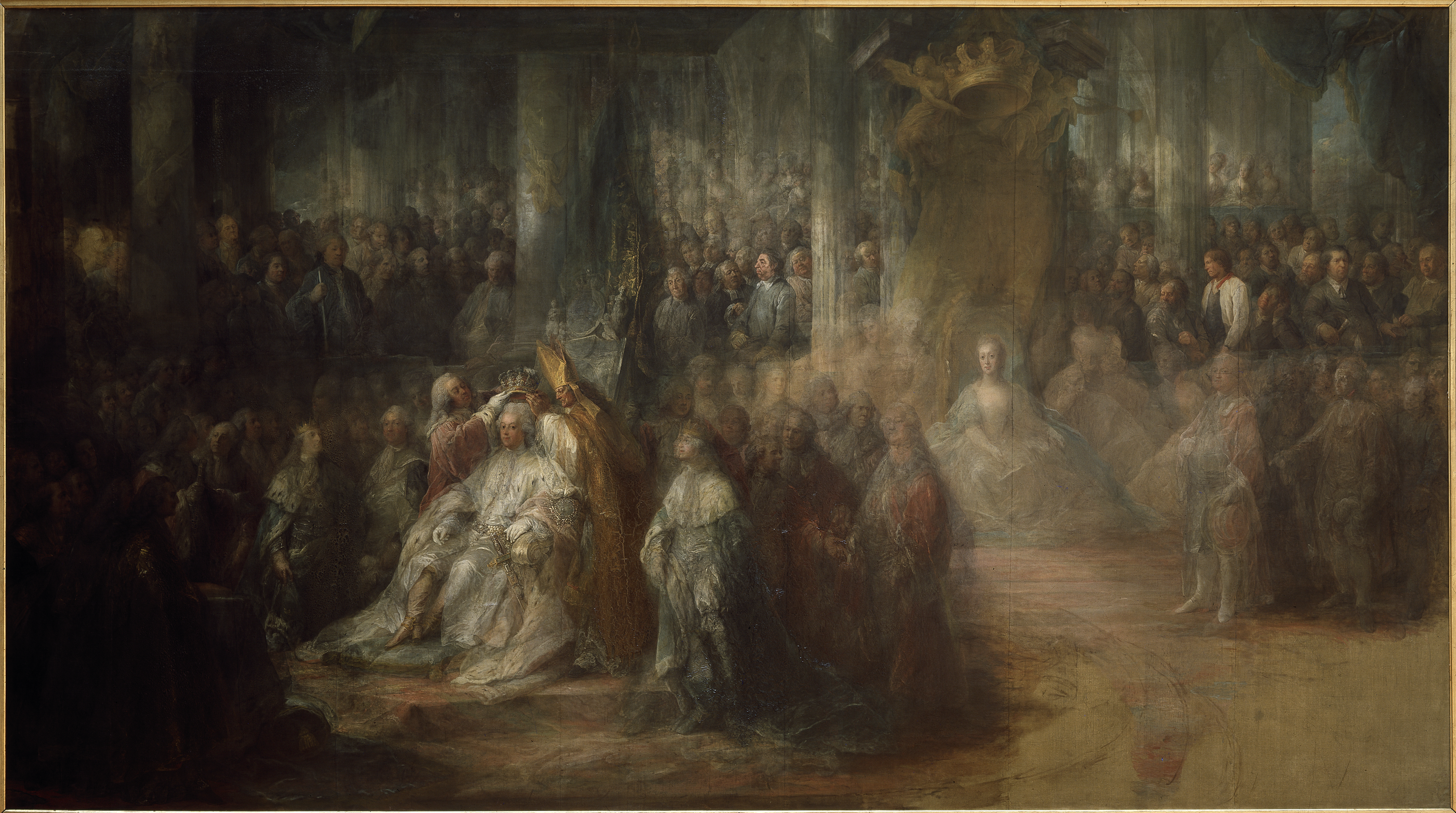
Korunovace Gustava III. v roce 1772.

Korunovace švédských králů (švédsky: kröningen av kungen av Sverige) byla státně-náboženský akt, během kterého docházelo k pomazání a korunování krále Švédska. Většinou byla po korunovaci krále korunována i jeho manželka.
Korunovační obřad prováděl arcibiskup z Uppsaly. Tradičním korunovačním místem většiny švédských králů byla nejdříve katedrála v Uppsale, později nahrazená katedrálou ve Stockholmu.
Posledním korunovaným švédským králem byl Oskar II., který byl společně se svou manželkou Žofií korunován v roce 1873. Švédská ústava neobsahovala a stále neobsahuje žádný požadavek, který by krále nunit být korunován nebo mu naopak korunovaci zakazoval. Přesto se žádný král od 1907 nerozhodl nechat korunovat. 

## Seznam korunovací králů a královen
| Status   | Panovník                                          | Datum              | Místo                             | Koronátor                                       |
| -------- | ------------------------------------------------- | ------------------ | --------------------------------- | ----------------------------------------------- |
| Král     | Sverker II.                                       | 1200               | Linköpings                        | Olov Lambatunga arcibiskup uppsalský            |
| Král     | Erik X. Knutsson                                  | listopad 1210      | Uppsala                           | Valerius arcibiskup uppsalský                   |
| Král     | Jan I. Sverkersson                                | 7. srpna 1219      | Linköpings                        | Olov Basatömer arcibiskup uppsalský             |
| Král     | Erik XI.                                          | 31. července 1224  | Strängnäs                         | Jarlerius arcibiskup uppsalský                  |
| Král     | Valdemar I.                                       | 1251               | Linköpings                        | Jarlerius arcibiskup uppsalský                  |
| Král     | Magnus III.                                       | 24. května 1276    | Uppsalská katedrála, Uppsala      | Folke Johansson Ängel arcibiskup uppsalský      |
| Královna | Helvig Holštýnská                                 | 29. června 1281    | Uppsalská katedrála, Uppsala      | Folke Johansson Ängel arcibiskup uppsalský      |
| Král     | Birger Magnusson                                  | 2. prosinec 1302   | Söderköping                       | Nils Allesson arcibiskup uppsalský              |
| Královna | Markéta Dánská                                    | 2. prosinec 1302   | Söderköping                       | Nils Allesson arcibiskup uppsalský              |
| Král     | Magnus IV.                                        | 21. července 1336  | Stockholmská katedrála, Stockholm | Petrus Filipsson arcibiskup uppsalský           |
| Královna | Blanka Namurská                                   | 21. července 1336  | Stockholmská katedrála, Stockholm | Petrus Filipsson arcibiskup uppsalský           |
| Král     | Albrecht Meklenburský                             | 18. února 1364     | Uppsalská katedrála, Uppsala      | Petrus Torkilsson arcibiskup uppsalský          |
| Král     | Erik XIII. (také král dánský a norský)            | 17. června 1397    | Kalmar                            |                                                 |
| Král     | Karel VIII. Knutsson                              | 29. června 1448    | Uppsalská katedrála, Uppsala      | Nicolaus Ragvaldi arcibiskup uppsalský          |
| Král     | Kryštof III. Bavorský (také král dánský a norský) | 14. září 1441      | Uppsalská katedrála, Uppsala      | Nicolaus Ragvaldi arcibiskup uppsalský          |
| Král     | Karel VIII. Knutsson                              | 29. červen 1448    | Uppsalská katedrála, Uppsala      | Nicolaus Ragvaldi arcibiskup uppsalský          |
| Král     | Kristián I. Dánský (také král dánský a norský)    | 29. června 1457    | Uppsalská katedrála, Uppsala      | Nicolaus Ragvaldi arcibiskup uppsalský          |
| Královna | Dorotea Braniborská                               | 29. června 1457    | Uppsalská katedrála, Uppsala      | Jöns Bengtsson Oxenstierna arcibiskup uppsalský |
| Král     | Jan II. (také král dánský a norský)               | 4. února 1499      | Uppsalská katedrála, Uppsala      | Jakob Ulvsson arcibiskup uppsalský              |
| Královna | Kristina Saská                                    | 4. února 1499      | Uppsalská katedrála, Uppsala      | Jakob Ulvsson arcibiskup uppsalský              |
| Král     | Kristián II. (také král dánský a norský)          | 4. listopadu 1520  | Uppsalská katedrála, Uppsala      | Gustav Trolle arcibiskup uppsalský              |
| Král     | Gustav I. Vasa                                    | 6. června 1523     | Uppsalská katedrála, Uppsala      | Johannes Magnus arcibiskup uppsalský            |
| Královna | Markéta Eriksdotter Leijonhufvud                  | 2. října 1536      | Uppsalská katedrála, Uppsala      | Johannes Magnus arcibiskup uppsalský            |
| Královna | Kateřina Stenbock                                 | 23. srpna 1552     | Uppsalská katedrála, Uppsala      | Olaus Magnus arcibiskup uppsalský               |
| Král     | Erik XIV.                                         | 29. červen 1561    | Uppsalská katedrála, Uppsala      | Laurentius Petri arcibiskup uppsalský           |
| Král     | Jan III.                                          | 10. července 1569  | Uppsalská katedrála, Uppsala      | Laurentius Petri arcibiskup uppsalský           |
| Královna | Kateřina Jagellonská                              | 10. července 1569  | Uppsalská katedrála, Uppsala      | Laurentius Petri arcibiskup uppsalský           |
| Královna | Gunilla Bielke                                    | 22. února 1585     | Katedrála ve Västeråsu, Västerås  | Andreas Laurentii Björnram arcibiskup uppsalský |
| Král     | Zikmund III. Vasa                                 | 19. únor 1594      | Uppsalská katedrála, Uppsala      | Abraham Angermannus arcibiskup uppsalský        |
| Královna | Anna Habsburská                                   | 19. únor 1594      | Uppsalská katedrála, Uppsala      | Abraham Angermannus arcibiskup uppsalský        |
| Král     | Karel IX.                                         | 15. březen 1607    | Uppsalská katedrála, Uppsala      | Olaus Martini arcibiskup uppsalský              |
| Královna | Kristina Holštýnsko-Gottorpská                    | 15. březen 1607    | Uppsalská katedrála, Uppsala      | Olaus Martini arcibiskup uppsalský              |
| Král     | Gustav II. Adolf                                  | 12. říjen 1617     | Uppsalská katedrála, Uppsala      | Petrus Kenicius arcibiskup uppsalský            |
| Královna | Marie Eleonora Braniborská                        | 28. listopadu 1620 | Stockholmská katedrála, Stockholm | Petrus Kenicius arcibiskup uppsalský            |
| Král     | Karel XI.                                         | 28. září 1675      | Stockholmská katedrála, Stockholm | Olov Svebilius arcibiskup uppsalský             |
| Královna | Ulrika Eleonora Dánská                            | 25. listopadu 1680 | Stockholmská katedrála, Stockholm | Olov Svebilius arcibiskup uppsalský             |
| Král     | Karel XII.                                        | 14. prosinec 1697  | Stockholmská katedrála, Stockholm | Olov Svebilius arcibiskup uppsalský             |
| Královna | Ulrika Eleonora                                   | 17. března 1719    | Uppsalská katedrála, Uppsala      | Mathias Steuchius arcibiskup uppsalský          |
| Král     | Frederik I.                                       | 3. květen 1720     | Stockholmská katedrála, Stockholm | Mathias Steuchius arcibiskup uppsalský          |
| Král     | Adolf I. Fridrich                                 | 26. listopadu 1751 | Stockholmská katedrála, Stockholm | Henric Benzelius arcibiskup uppsalský           |
| Královna | Luisa Ulrika Pruská                               | 26. listopadu 1751 | Stockholmská katedrála, Stockholm | Henric Benzelius arcibiskup uppsalský           |
| Král     | Gustav III.                                       | 29. květen 1772    | Stockholmská katedrála, Stockholm | Magnus Beronius arcibiskup uppsalský            |
| Královna | Žofie Magdalena Dánská                            | 29. květen 1772    | Stockholmská katedrála, Stockholm | Magnus Beronius arcibiskup uppsalský            |
| Král     | Gustav IV. Adolf                                  | 3. dubna 1800      | Kostel svatého Olafa, Norrköping  | Uno von Troil arcibiskup uppsalský              |
| Královna | Frederika Dorotea Bádenská                        | 3. dubna 1800      | Kostel svatého Olafa, Norrköping  | Uno von Troil arcibiskup uppsalský              |
| Král     | Karel XIV. Jan                                    | 11. května 1818    | Stockholmská katedrála, Stockholm | Jacob Axelsson Lindblom arcibiskup uppsalský    |
| Královna | Désirée Clary                                     | 21. srpna 1829     | Stockholmská katedrála, Stockholm | Carl von Rosenstein arcibiskup uppsalský        |
| Král     | Oskar I.                                          | 29. září 1844      | Stockholmská katedrála, Stockholm | Carl Fredrik af Wingård arcibiskup uppsalský    |
| Královna | Joséphine de Beauharnais                          | 29. září 1844      | Stockholmská katedrála, Stockholm | Carl Fredrik af Wingård arcibiskup uppsalský    |
| Král     | Karel XV.                                         | 3. květen 1860     | Stockholmská katedrála, Stockholm | Henrik Reuterdahl arcibiskup uppsalský          |
| Královna | Luisa Oranžsko-Nasavská                           | 3. květen 1860     | Stockholmská katedrála, Stockholm | Henrik Reuterdahl arcibiskup uppsalský          |
| Král     | Oskar II.                                         | 12. května 1873    | Stockholmská katedrála, Stockholm | Anton Niklas Sundberg arcibiskup uppsalský      |
| Královna | Žofie Nasavská                                    | 12. května 1873    | Stockholmská katedrála, Stockholm | Anton Niklas Sundberg arcibiskup uppsalský      |